# 삼기초등학교 (전남)
삼기초등학교는 대한민국 전라남도 곡성군 삼기면 원등리에 있는 공립 초등학교이다.

## 학교 연혁
- 1922년 9월 15일 삼기공립보통학교 개교
- 1938년 4월 1일 삼기공립심상소학교로 개칭
- 1941년 4월 1일 삼기공립국민학교로 개칭
- 1981년 3월 1일 병설유치원 개원
- 1993년 3월 1일 통명국민학교(舊 통명국민학교) 분교장 격하
- 1995년 3월 1일 삼명국민학교(舊 삼기남국민학교) 분교장 격하
- 1996년 3월 1일 현재 교명으로 변경
- 1997년 3월 1일 삼명분교장 통폐합
- 1998년 3월 1일 통명분교장 통폐합
- 2020년 2월 7일 제95회 졸업 5명(3,871명), 제39회 병설유치원 4명 수료(419명)
- 2020년 3월 1일 제31대 김현숙 교장 부임
- 2021년 1월 8일 제96회 졸업 6명(3,877명)

## 학교 상징
- 교화 - 철쭉 : 협동
- 교목 - 향나무 : 늘 푸른 꿈
- 교색 - 녹색 : 참되고 슬기롭게

## 참고 자료
- 삼기초등학교 - 한국교육학술정보원 학교알리미